# مجس تحذير ليزري

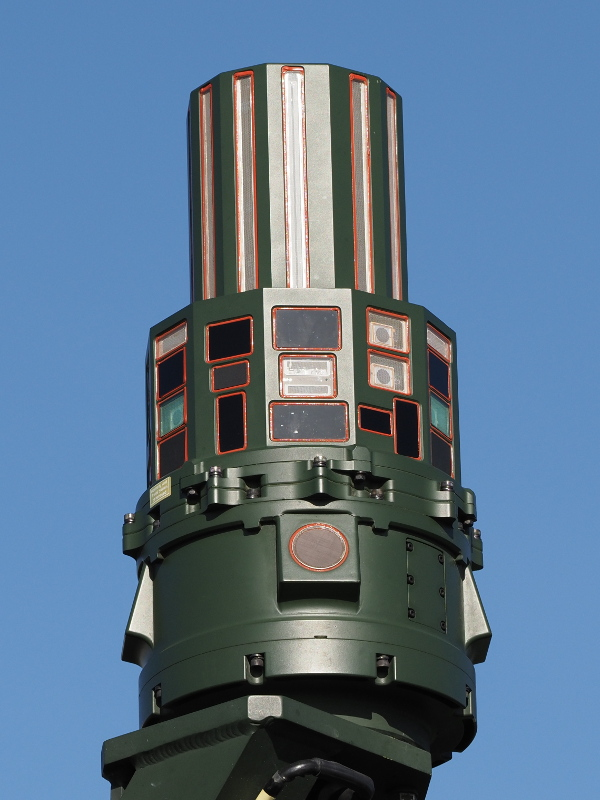
نظام الكشف عن التهديدات Multi Systems (MTDS) مثبتة على Pandur II 8x8 CZ ، وهو أحد مجسات التحذير الليزري التي تخدم في حلف الناتو

مجس التحذير الليزري هو نوع من نظام الإنذار يستخدم كدفاع عسكري سلبي. يكتشف ويحلل ويحدد اتجاهات انبعاثات الليزر من أنظمة التوجيه بالليزر وأجهزة تقدير المدى بالليزر. ثم ينبه الطاقم ويمكنه البدء في اتخاذ مختلف التدابير المضادة، مثل الستار الدخاني، شاشة الهباء الجوي (على سبيل المثال. (شتورا)، وسلاح الدفاع الذاتي بالليزر النشط مع الليزر المبهر (المستخدم في دبابة القتال الرئيسية الصينية من النوع 99)، وجهاز التشويش بالليزر، إلخ.
عادة ما تستند أجهزة الكشف المستخدمة في مجس التحذير الليزي (LWR) إلى مصفوفة من الكواشف الضوئية لأشباه الموصلات، والذي عادة ما يتم تبريده بالتثليج أو التبريد الحراري الكهربائي. في بعض الأحيان يتم استخدام الثنائيات الضوئية الانهيارية (APD) أو أجهزة الموصلية الضوئية أو الأجهزة الكهرومغناطيسية الضوئية أو أجهزة الانتشار الضوئي حتى بدون تبريد. تكتشف بعض الأجهزة الشعاع الرئيسي لليزر الدخيل فقط بينما يكتشف البعض الآخر الأشعة المتشتتة.

## الشركات المنتجة
- أسلسان[4][5][6]
- بي أيه إي سيستمز[7]
- تاليس أوبترونكس[8]
- أنظمة إلبيط[9]
- الحلول الصناعية والدفاعية العالمية[10]
- بنتاتيك[11]
- هنسولدت[12][13]

## النماذج
فيما يلي بعض النماذج المستخدمة من قبل الولايات المتحدة:
- AN / AVR-2 وAN / AVR2A
- AN / AAR-47
- AN / VVR-1
- AN / VVR-2

## روابط خارجية
- أسيلسان لاياس للمنصات المحمولة جوا
- أسيلسان ال اي اس للمنصات البحرية
- أسلسان تلوس للمنصات الأرضية
- AN/AVR-2 LWS at fas (محمولة جواً)
- نظام استقبال التحذير بالليزر Goodrich AN / VVR-1 (LWRS)
- نظام استقبال التحذير بالليزر Goodrich AN / VVR-2 (LWRS) (جهاز إنذار بالليزر الأرضي)[وصلة مكسورة]
- مطياف FT عالي السرعة لمستقبلات التحذير بالليزر
- جهاز استقبال تحذير ليزري لساحة المعركة /جهاز استقبال تحذير ليزري هومبريو